# Diarrhée

Espérance de vie corrigée de l'incapacité causée par la diarrhée (2004)

La diarrhée est une quantité de selles émises dans un volume plus important que la normale (plus de 300 grammes par jour) et avec une plus grande fréquence (plus de trois selles par jour).
Les selles sont généralement liquides, mais parfois simplement molles, accompagnées de glaires ou de sang et d'un cortège de symptômes variables dépendant de la cause de la diarrhée. Il est même possible dans certains cas que ce ne soit que de l'eau ou un liquide transparent. Dans les cas extrêmes, comme le choléra, plus de 20 litres de fluide peuvent être perdus par jour,. Les diarrhées sont généralement accompagnées de crampes et de douleurs aux intestins qui peuvent rendre le sujet mal à l'aise, ainsi que de frissons et de sueurs froides dans certains cas. Les diarrhées sont la seconde cause de mortalité infantile dans les pays du tiers monde (après les pneumonies), et sont responsables de 18 % des morts d'enfants de moins de 5 ans.
Bien que la diarrhée soit surtout connue chez l'homme, elle touche de nombreuses autres espèces, notamment divers primates. L'appendice iléo-cæcal, lorsqu'il est présent, semble offrir une certaine protection contre la diarrhée aux jeunes primates.

## Causes
- Intoxication alimentaire : la diarrhée aiguë est le plus souvent le symptôme d'une infection du système digestif (gastro-entérite) causée par une bactérie, un virus ou un parasite, ou résulte de l'ingestion d'un produit non comestible ou toxique. La cause de plus de 90% de la mortalité par diarrhée est la consommation d'eau contaminée[7].
- Les intolérances alimentaires : lactose dans le lait de vache, sorbitol, gluten, etc.
- L'anxiété, les émotions intenses comme la terreur ou le stress.
- Un effet secondaire de certains médicaments (antibiotiques ou antipsychotiques notamment) : la flore intestinale est bouleversée ou déréglée.
- La diarrhée peut aussi résulter d’une maladie, par exemple la colopathie, la maladie de Crohn, la rectocolite hémorragique, la colite ulcéreuse, le syndrome du côlon irritable, la maladie cœliaque (intolérance au gluten), la fibrose kystique et l'hyperthyroïdie. De plus, la diarrhée est un symptôme possible du syndrome d'activation mastocytaire[8],[9],[10].
- La diarrhée accompagne par ailleurs certains traitements comme la magnésothérapie, la radiothérapie ou la chimiothérapie et se manifeste à la suite de certaines chirurgies, comme la gastrectomie ou la résection iléale.
- Les compléments alimentaires comportant des sels de magnésium peu absorbés par l'intestin (oxyde de magnésium, sulfate de magnésium, etc.)
- Les eaux riches en magnésium[a] : Rozana (160 mg/L), Hépar (119 mg/L), Gérolsteiner (108 mg/L), Badoit (85 mg/L), Contrex (84 mg/L), Quézac (69 mg/L).
- Surcharge ou irritations de l'estomac, des intestins, du côlon, etc. Une mauvaise digestion.
- Une trop grande consommation de stupéfiants tels que la cocaïne, l'héroïne, la marijuana ou d'autres drogues.
- L'irradiation interne dans sa phase aiguë.

## Risque
Outre le risque lié à l'affection ayant provoqué la diarrhée, la diarrhée elle-même peut provoquer une déshydratation. Cette déshydratation peut être mortelle, surtout pour le nourrisson, chez qui une perte de poids supérieure à 10 % est une urgence hospitalière. À long terme, ces pertes peuvent entraîner un déséquilibre entre les composants du corps.
Il s'agit d'un vrai problème de santé publique, surtout dans les pays du tiers-monde où les maladies diarrhéiques sont responsables de près d'1,5 million de décès annuels d'enfants de moins de cinq ans en 2006.
Le dérèglement climatique risque d'augmenter ce risque et d'accroître les coûts liés aux traitements de la diarrhée dans les pays tempérés qui se réchauffent et surtout dans les pays en développement. Une revue critique sur l'évaluation des coûts de l’adaptation aux impacts sanitaires du changement climatique a été publiée début 2009.
C'est aussi un mode de dissémination des virus et microbes en cause très agressif. Une hygiène drastique est requise : éviter tout contact avec les matières fécales, et éviter tout contact de celles-ci avec de la terre, et surtout avec l'eau courante.

## Mécanismes de perte d'eau

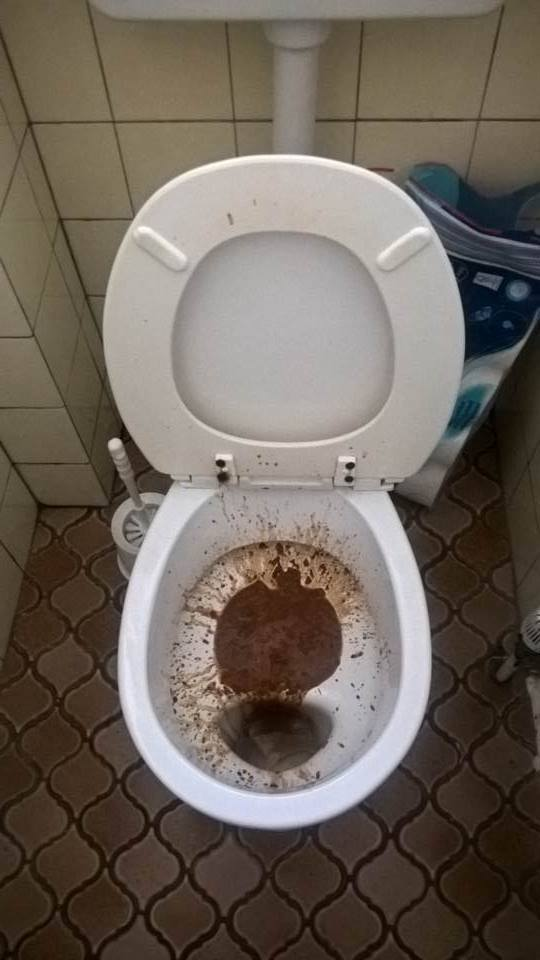
Exemple de selles anormales de type diarrhée.

C'est au niveau du côlon que les selles sont asséchées. Les phénomènes de réabsorption de l'eau contenue dans les matières ingérées se produisent au niveau des cellules coliques par un phénomène de transport actif de sel et, par osmose, d'eau. Au niveau des cryptes des invaginations de l'épithélium colique, une sécrétion d'eau allant du sang vers le milieu extérieur a lieu. Ces deux phénomènes se compensent chez la personne en bonne santé et permet de maintenir une hydratation convenable des selles, ce qui favorise le transit intestinal et améliore les conditions de circulation des molécules.

### Modèle cellulaire
Lors d'une infection bactérienne, les cellules immunitaires se déplacent vers les cellules épithéliales de la paroi intestinale et produisent une protéine appelée interleukine 22. Cette cytokine signale aux cellules épithéliales de produire la protéine CLDN2 (en) (claudine 2) qui génère des pores au sein des jonctions serrées de l'épithélium, le rendant donc plus perméable, ce qui favorise la sortie d'eau.

### Diarrhée sécrétoire
La toxine du choléra, en augmentant la concentration intracellulaire en AMP cyclique, provoque l'ouverture d'un canal chlorure apical CFTR, dont les mutations sont par ailleurs responsables de la mucoviscidose. Ce canal étant la voie limitante de sécrétion de chlorure de sodium, et donc d'eau, il s'ensuit une perte d'eau importante vers les selles.

## Faussesdiarrhées
- La « crise de foie », l'indigestion : un repas avec des mets indigestes pour le sujet, une surconsommation d'eau, de magnésium, d'aliments peut entrainer une diarrhée passagère réactionnelle[citation nécessaire], la surconsommation d'alcool aussi.
- Une surconsommation de certains aliments laxatifs (les pruneaux, le tamarin, la rhubarbe), ou de liquides peut aussi entraîner une diarrhée ponctuelle. Ces aliments riches en fibres, contiennent des dérivés actifs de l'anthraquinone (les glucosides d'anthraquinone). Ces derniers se transforment dans le côlon en sennosides qui augmentent les mouvements péristaltiques du côlon (Voir aussi Glycoside)

Mise en garde :
Chez l'adulte, l'anthraquinone est utilisé comme laxatif à partir d'un seuil de 30  à   36 mg par jour. Les glucosides d’anthraquinone se transforment dans le côlon en sennosides. Ces derniers sont hydrophiles et réduisent l’absorption de l’eau en vue d’avoir un bol fécal fluide. Ils évitent par conséquent la formation de selles grumeleuses. Au-delà du seuil de 30  à   36 mg par jour de sennosides, les selles tendent à devenir très molles ou liquides. Les sennosides et les glucosides d'anthraquinone contiennent un groupe d'aglycone. Ils sont présents dans les gousses et les feuilles de séné, le rhizome de la rhubarbe, la bourdaine, le cascara et notamment l'aloès. Une utilisation prolongée au-delà de 8 semaines ou un abus mène à un mélanisme du côlon, dû à la libération de lipofuscine présente dans les histiocytes et mastocytes dans le côlon.
- Diarrhées du constipé (en cas de constipation, des diarrhées alternatives sont causées par le retour du côlon vers l'intestin grêle, d'un grumeau de selles contenant des anaérobies ou autres germes pathogènes).
- Intestin irritable : la diarrhée peut aussi alterner avec la constipation. On parle alors d'intestin irritable, spastique. Les gastro-entérologues appellent cela le syndrome du côlon irritable. Les causes précises restent inconnues même si le stress, en particulier dans l'enfance, pourrait jouer un rôle. L'infection chronique du côlon par Brachyspira[15]  pourrait être en cause.
- Incontinence anale.
- La diarrhée du sportif : touchant en particulier les coureurs de fond, elle fait suite à l'ischémie reperfusion de l'intestin. Elle peut être évitée par le respect scrupuleux de la « règle des 3 heures » qui veut que le dernier repas avant l'épreuve se termine trois heures avant le départ. Néanmoins, des troubles digestifs autres que la diarrhée peuvent alors survenir, et le seul moyen de les empêcher est le maintien en excellent état de sa flore intestinale. Cela passe par un apport tout au long de l'année de plusieurs souches bactériennes de type probiotiques et la consommation régulière d'aliments favorisant le développement et le maintien de cette flore dont le plus remarquable est l'oignon.

## Diarrhées aiguës
- Gastro-entérites virales (rotavirus (80 % des causes de diarrhées virales[16], 40 % des diarrhées nécessitant une hospitalisation[17]), adénovirus, Caliciviridae, astrovirus, coronavirus, entérovirus),
- Gastro-entérites bactériennes,
- Toxi-infections alimentaires :
  - salmonellose,
  - scombrotoxisme,
  - botulisme.
- Colite pseudo-membraneuse

## Diarrhées chroniques
Diarrhée de durée supérieure à un mois.
Il est difficile de classifier les différentes causes de diarrhée chronique, d'autant que certaines pathologies relèvent de plusieurs mécanismes.
- syndrome de malabsorption
  - Malabsorption pré-entérocytaire : les aliments ne sont pas assez digérés, donc il est difficile pour les entérocytes de les absorber. Dans les causes principales on retrouve les insuffisances pancréatiques exocrines, et la colonisation bactérienne chronique de l'intestin grêle.
  - Malabsorption entérocytaire : ici la paroi digestive, et les entérocytes ne peuvent pas absorber les nutriments, car le tube digestif lui-même est lésé. On retrouve dans les causes la maladie cœliaque, les maladies inflammatoires chroniques de l'intestin (maladie de Crohn et rectocolite hémorragique), le syndrome du grêle court ou le grêle radique, la maladie de Whipple…
  - Malabsorption post-entérocytaire : après que les aliments aient été digérés, puis absorbés dans la paroi du tube digestif, il faut maintenant qu'ils rejoignent les vaisseaux sanguins et lymphatiques pour nourrir l'organisme. Donc dans cette forme de malabsorption, ce sont les vaisseaux qui ne fonctionnent pas. On retrouve donc dans les étiologies des lymphangiectasies primitives (malformation des vaisseaux lymphatiques), ou encore des compressions des vaisseaux par des tumeurs, des ganglions…
- Diarrhée sans malabsorption (ou appelée hydrique ou encore hydro-électrolytique) :
  - Diarrhée motrice : provoquée par l'accélération du transit intestinal. Elle est souvent indolore et se manifeste le matin et en post-prandial. Elle est de faible gravité ne causant ni déshydratation ni altération de l'état général. Sa cause la plus fréquente est le Trouble Fonctionnel Intestinal (TFI), puis l'hyperthyroïdie.
  - Diarrhée osmotique : due à une ingestion de solutés partiellement ou non absorbables, donc qui entraîne un appel osmotique d'eau et d'électrolytes dans l'intestin grêle. Sa cause principale est la prise de laxatifs, et beaucoup plus rarement un déficit en lactase.
  - Diarrhée sécrétoire : entraîne des diarrhées abondantes, ne cédant pas au jeûne. Elles peuvent être dues à des colites microscopiques.
  - Diarrhée voluminogénique : très rare, est causée par une « inondation » dans le tube digestif de sécrétions gastriques. Sa cause principale est représentée par le syndrome de Zollinger-Ellison.
  - Entéropathie exsudative : il s'agit d'une fuite dans le tube digestif de composants du sang.
  - Colite chronique due à Brachyspira pilosicoli.

## Exploration
Outre l'examen clinique, plusieurs examens peuvent être indiqués en fonction de l'orientation initiale : recueil de selles (coproculture, examen parasitologique des selles), coloscopie, histologie intestinale sur biopsies coliques (mise en évidence du false brush border signant la présence de Brachyspira), prélèvement sanguin.
Les explorations dépendent également de la durée de la diarrhée, elles seront donc différentes qu'elle soit aiguë ou chronique.

## Traitements

### Traitement médicamenteux
Le traitement par médicament vise dans un premier temps la réduction de l'intensité de la diarrhée, puis la réhydratation (notamment chez l'enfant et les personnes âgées). Il peut s'accompagner de traitements visant la cause de la diarrhée, par exemple en cas de diarrhées infectieuses.
Les traitements courants sont :
- La réhydratation à l'aide d'une prise d'électrolytes sous forme de solution (soluté de réhydratation orale)[18].
- Des ralentisseurs du transit opioïdes (lopéramide), sauf en cas de diarrhées infectieuses bactériennes[18].
- Traitement de l'affection causale[réf. souhaitée].
- En dernier recours, dans les cas liés à une infection récidivante, induite par un microbe antibiorésistant, la Bactériothérapie fécale peut être une solution[réf. souhaitée]. Elle se montre très efficace, mais on manque encore de recul pour être certain de ne pas prendre d'autres risques[réf. nécessaire].
- Le charbon de bois non activé et le charbon activé, connus par leurs pouvoirs d'assainissement et d'adsorption de gaz de différentes provenances ainsi que les toxines bactériennes, virales et celles du métabolisme, sont utilisés comme régulateur de transit intestinal pour soigner et la constipation et la diarrhée[réf. nécessaire].